# Pietro Citati
Pietro Citati (Firenze, 20 febbraio 1930 – Roccamare, 28 luglio 2022) è stato uno scrittore, saggista, critico letterario e biografo italiano.

## Biografia
Nato a Firenze da una nobile famiglia siciliana, trascorse l'infanzia e l'adolescenza a Torino, dove frequentò l'Istituto Sociale ed, in seguito, il liceo classico Massimo d'Azeglio. Nel 1942, durante la guerra, si trasferì con la famiglia in Liguria. Dopo la guerra, tornò in Toscana e si laureò nel 1951 in lettere moderne all'Università di Pisa quale allievo della Scuola Normale Superiore. Incominciò la sua carriera di critico letterario collaborando a riviste come Il Punto - dove conobbe Pasolini - L'Approdo letterario e Paragone.
Dal 1954 al 1959 insegnò italiano nelle scuole professionali di Frascati e della periferia di Roma. Negli anni sessanta scrisse per il quotidiano Il Giorno. Dal 1973 al 1988 fu critico letterario del Corriere della Sera; dal 1988 al 2011 de la Repubblica; dal 2011 al giugno 2017 di nuovo per il Corriere della Sera; dal 28 luglio 2017 ancora a la Repubblica. 
Scrittore poliedrico, si cimentò con successo nella saggistica e nella biografia letteraria di grandi scrittori (Alessandro Manzoni, Kafka, Goethe, Tolstoj, Katherine Mansfield, Giacomo Leopardi, ecc.). Varie sue pagine furono dedicate anche ai miti dei popoli antichi e della grecità (Omero innanzitutto) ed alle dottrine religiose e filosofiche come l'ermetismo.
Sposato con la toscana Elena Londini, trascorreva molto tempo nella sua villa a Roccamare, nel comune di Castiglione della Pescaia (GR), dove morì il 28 luglio 2022 all'età di novantadue anni. È sepolto al cimitero della Misericordia di Grosseto.

## Influenze ed ermeneutica
Citati non adopera un metodo di interpretazione precostituito nell'approccio esegetico: risulta influenzato più dalla narrativa che non dalla mera critica letteraria. Dichiarò: «Mi hanno influenzato moltissimo Goethe, Kafka, Gadda, Pessoa, Musil e Borges. Erano forme diverse di ironia: letteraria e metafisica, Borges; vertiginosa e multiforme, Pessoa; ed infinitamente complessa quella di Musil. Sono tre forme di ironia di tre grandi scrittori, i quali poi hanno infinite altre sfaccettature».
Egli considera la lettura dell'opera letteraria suscettibile di variazioni, a seconda del tempo e del momento in cui la si legge: «Nei miei libri c'è sempre una fusione fra vita e interpretazione dell'opera. Racconto la vita, ma non tutta la vita: la seguo fino al momento in cui una persona ordinaria cambia e diventa scrittore, il momento in cui scatta qualcosa in lui. Cerco di capire il segreto di questa metamorfosi di un uomo qualunque - fino ad allora un mondano, un ufficiale o un impiegato - che a un certo punto si trasforma in uno scrittore: a partire da quel momento, il mio libro diventa un'interpretazione dei libri che hanno scritto».

## Il genere biografico
Lo scrittore ha contribuito al rinnovamento del genere della biografia che, a partire dagli anni Settanta, risulta scandito dalla commistione di biografia romanzata e romanzo biografico fino ad approdare a una mutazione della natura di opera biografica, nella quale l'autore diviene esso stesso personaggio di un'opera letteraria. Egli precisa nella nota finale de La colomba pugnalata: «sebbene contenga delle pagine sulla vita di Proust, La colomba pugnalata non intende essere, e non è, una biografia».

## Premi e riconoscimenti
- Nel 1970 ha vinto il Premio Viareggio di Saggistica, con Goethe.[11]
- Nel 1981 ha vinto il Premio Bagutta con Vita breve di Katherine Mansfield.[12]
- Nel 1984 vinse il Premio Strega[13] con Tolstoj, biografia romanzata dell'omonimo scrittore russo edita da Longanesi l'anno precedente.
- Nel 1991 ha vinto il Prix Médicis étrangers per Histoire qui fut heureuse, puis douloureuse et funeste (Storia prima felice, poi dolentissima e funesta).[14]
- Nel 2002 lo scrittore spagnolo Javier Marías, Re di Redonda, lo ha nominato Duca di Remonstranza.
- Nel 2009 gli fu assegnato il Premio Chiara alla carriera.

## Opere

### Traduzioni
- Pierre de Marivaux, Il villan rifatto ovvero le memorie del signor ***, introduzione e trad. di P. Citati, Torino, UTET, 1955. - Milano, TEA, 1998.

### Curatele
- con Attilio Bertolucci, Gli umoristi moderni, Milano, Garzanti, 1961.
- Direzione della Collezione Scrittori greci e latini della Fondazione Lorenzo Valla, Milano, Mondadori, 1970-2005.

### Epistolari
- Carlo Emilio Gadda, Un gomitolo di concause. Lettere a Pietro Citati (1957-1969), A cura di Giorgio Pinotti, Collana Piccola Biblioteca n.649, Milano, Adelphi, 2013, ISBN 978-88-459-2811-6.

## Filmografia
- Dans la peau d'Italo Calvino (2012), regia di Damian Pettigrew con Neri Marcorè nel ruolo di Italo Calvino